# لوکساهاتچی گرووز (فلوریدا)
لوکساهاتچی گرووز (به انگلیسی: Loxahatchee Groves) شهرکی در شهرستان پام بیچ ایالت فلوریدا است که در سال ۲۰۰۶ بنیان‌گذاری شده‌است. این شهرک طبق سرشماری سال ۲۰۱۰ میلادی، ۳٬۱۸۰ نفر جمعیت داشته و مساحت آن نیز ۳۲٫۴ کیلومتر مربع است.